# 舊庫帕夫納
55°48′00″N 38°10′00″E / 55.8°N 38.1667°E
舊庫帕夫納（俄语：Ста́рая Купа́вна）是俄羅斯莫斯科州的一個城市，位於莫斯科以東約23公里處。2002年時人口為21,433人。
14世紀首見於文獻。2004年正式建市。